# Donje Grančarevo
Donje Grančarevo (en serbe cyrillique : Доње Гранчарево) est un village de Bosnie-Herzégovine. Il est situé sur le territoire de la ville de Trebinje et dans la république serbe de Bosnie. Selon les premiers résultats du recensement bosnien de 2013, il compte 27 habitants.

## Géographie
Le village est situé au bord de la Trebišnjica, un cours d'eau qui débouche pour une part dans la mer Adriatique et se jette pour une autre part dans la Neretva.
Il est entouré par les localités suivantes :
|             | Donje Vrbno Dubočani |                   |
| Donje Vrbno | Donje Grančarevo     | Gornje Grančarevo |
|             | Lastva               |                   |

## Démographie

### Évolution historique de la population dans la localité
| 1948 | 1953 | 1961 | 1971 | 1981 | 1991 | 2013 |
| ---- | ---- | ---- | ---- | ---- | ---- | ---- |
| -    | -    | 287  | 130  | 70   | 63   | 27   |

|  |